# Episodi di The Naked Brothers Band (prima stagione)
La prima stagione della serie televisiva The Naked Brothers Band (episodi dal 1º al 13º) è andata in onda sul canale statunitense Nickelodeon dal 3 febbraio al 20 ottobre 2007.
In Italia la stagione è stata trasmessa da Nickelodeon dal 14 settembre 2009 ed in chiaro da Rai Gulp dall'11 settembre 2010.
| nº | Titolo originale                  | Titolo italiano                 | Prima TV USA     | Prima TV Italia |
| -- | --------------------------------- | ------------------------------- | ---------------- | --------------- |
| 1  | VMA's                             | La premiazione                  | 3 febbraio 2007  | 2009            |
| 2  | Wolff Brothers Cry Wolf           | Le lacrime di Nat               | 3 febbraio 2007  | 2009            |
| 3  | Nat is a Stand-Up Guy             | Nat si mette alla prova         | 10 febbraio 2007 | 2009            |
| 4  | Fishin' For Love                  | La pesca dell'amore             | 17 febbraio 2007 | 2009            |
| 5  | Alex's Clothing Line              | Alex entra nella moda           | 24 febbraio 2007 | 2009            |
| 6  | Puberty                           | Smania di crescere              | 3 marzo 2007     | 2009            |
| 7  | A Rebel and a Skateboarder        | Alex il ribelle                 | 17 marzo 2007    | 2009            |
| 8  | A Man Needs a Maid                | Betty la specialista di pulizie | 24 marzo 2007    | 2009            |
| 9  | First Kiss (On The Lips, That Is) | Il primo bacio                  | 7 aprile 2007    | 2009            |
| 10 | The Song                          | La canzone della mamma          | 22 giugno 2007   | 2009            |
| 11 | Battle of the Bands (part 1)      | La battaglia delle band         | 6 ottobre 2007   | 2009            |
| 12 | Battle of the Bands (part 2)      | La battaglia delle band         | 6 ottobre 2007   | 2009            |
| 13 | Alien Clones                      | I cloni alieni                  | 20 ottobre 2007  | 2009            |

## La premiazione
- Titolo originale: VMA's
- Diretto da: Polly Draper
- Scritto da: Polly Draper

### Trama
La band è invitata ai Video Music Awards, dove vince il premio per il miglio video rock per la canzone "Banana Smoothie".
- Musica: I'm Out - Nat Wolff, Banana Smoothie - Nat Wolff

### Curiosità
Quando Nat scaraventa a terra lo stereo, alcuni oggetti sotto il letto cambiano posizione (un birillo sparisce, le infradito con i colori della bandiera degli Stati Uniti sono spostate).
Durante il tragitto da casa al luogo della cerimonia della premiazione, Nat indossa talvolta dei jeans normali (a casa, mentre entra in teatro, mentre viene intervistato, durante la dichiarazione dopo aver ricevuto il premio), altre volte jeans con la gamba destra strappata all'altezza della coscia (sullo strano mezzo di locomozione, durante le foto, e poi durante la canzone).

## Le lacrime di Nat
- Titolo originale: Wolff Brothers Cry Wolf
- Diretto da: Melanie Mayron
- Scritto da: Polly Draper

### Trama
La band sta registrando il video per la canzone "Sometimes I'll Be There". Poiché una scena prevede che Nat pianga, il regista è disperato quando scopre che Nat non è in grado di piangere.
Alex fa credere a Nat di saper piangere quando vuole, vincendo dieci dollari per ogni pianto.
Quando Nat scopre che Alex ha utilizzato finte lacrime, lo rincorre sul set, e facendosi male ad un piede inizia a lacrimare;
il regista è finalmente felice per le vere lacrime di Nat.
- Musica: Sometimes I'll Be There - Nat Wolff

### Curiosità
Dopo la sigla, mentre la band suona la canzone Sometimes I'll Be There:
dapprima Nat e Quaasim sono scalzi, ma alla fine della canzone calzano delle babbucce;
dapprima Quaasim indossa il fez, poi invece il fez è a terra e alla fine della canzone è a terra in una posizione differente dalla precedente.
Quando Nat sta girando una scena davanti allo sfondo verde, indossa un costume particolare completamente verde completo di guanti e stivali dello stesso colore per far apparire solo la testa; ma subito dopo indossa il suo normale costume di scena verde, con cintura, gilet e babbucce.
Durante le riprese della scena con Alex nella parte del sultano, dapprima Nat indossa il suo normale costume di scena verde, ma subito dopo appare con un la parte superiore del costume di colore viola. Successivamente, nelle prove della canzone, Nat indossa di nuovo il costume di scena verde.
Nelle scene finali Nat indossa di nuovo un costume con la parte superiore viola.

## Nat si mette alla prova
- Titolo originale: Nat is a Stand-Up Guy
- Diretto da: Polly Draper
- Scritto da: Polly Draper

### Trama
Nat vuole provare agli altri, e soprattutto a Rosalina, che è spiritoso. Decide così di partecipare ad una rassegna di comici,
ma la sua performance risulta disastrosa. Per contro la sua canzone "Catch Up With The End", benché si riferisca a ci vive in modo scombussolato, è considerata comica da tutti.
- Guest stars: George Lopez (sé stesso)
- Musica: Catch Up With The End - Nat Wolff, I Indeed Can See - Nat Wolff, Crazy Car - Nat Wolff

## La pesca dell'amore
- Titolo originale: Fishin' For Love
- Diretto da: Polly Draper
- Scritto da: Polly Draper

### Trama
La band decide di passare una giornata in spiaggia. Mentre David e Thomas sono gelosi di Nat, che attira l'attenzione delle ragazze, Alex e Jesse tentano di battere il record di conteggio di granelli di sabbia. Inoltre Nat ricorda a Rosalina di quando lo ha baciato sulle guance durante un concerto a Chicago.
- Musica: Fishin' For Love - Nat Wolff

### Curiosità
Quando la band sale sul pullman per andare in spiaggia, Alex indossa delle infradito bianche. Quando salgono sul pullman al ritorno, dopo la spiaggia, Alex indossa delle infradito nere.

## Alex entra nella moda
- Titolo originale: Alex's Clothing Line
- Diretto da: Melanie Mayron
- Scritto da: Polly Draper

### Trama
Alex lancia una nuova moda ed è contento finché non vede che tutti iniziano a vestirsi come lui. Poiché Nat ha scritto una canzone su una ragazza bionda con gli occhi azzurri, Rosalina diviene gelosa e si domanda se Nat abbia una fidanzata. Ma si scoprirà che Nat ha scritto la canzone descrivendo deliberatamente una ragazza diversa da Rosalina, per non far scoprire al resto della band che è innamorato proprio di lei.
- Musica: Beautiful Eyes - Nat Wolff

## Smania di crescere
- Titolo originale: Puberty
- Diretto da: Polly Draper
- Scritto da: Magda Liolis

### Trama
Nat e Alex pensano che Nat stia entrando nella pubertà poiché il tono della sua voce sta diventando più profondo. Alex è invece furioso con Jesse perché ha un appuntamento con i tre ragazzi della band "Gli Adorabili Fratelli Timmerman". Alex allora si mette barba e baffi finti per convincere Jesse che è grande e ormai nella pubertà. Nat scopre che l'abbassamento del tono della sua voce è dovuto solamente ad un raffreddore, ma quando scopre che a Rosalina piaceva la sua voce profonda mette la testa nel frigorifero per prendersi un altro raffreddore.
- Musica: Taxi Cab - Nat Wolff

### Curiosità
Il libro “Guerra e pace” che Alex legge durante l'episodio ha una copertina blu; ma quando Alex è sdraiato sul letto mentre Jesse cerca un abito nell'armadio, la copertina del libro è bianca.

## Alex il ribelle
- Titolo originale: A Rebel and a Skateboarder
- Diretto da: Melanie Mayron
- Scritto da: Magda Liolis

### Trama
Rosalina vuole confrontarsi con Nat in un incontro di wrestle, ma Nat non vuole combattere con una ragazza. Alex corre al parco per andare sullo skateboard, così da distrarsi dal fatto che Jesse esca con "Gli adorabili fratelli Timmerman". Al parco, Alex fa amicizia con Juanita, appassionata di sketeboard. Alla fine, Rosalina combatte contro Nat e lo batte.
- Musica: I Could Be - Alex Wolff

## Betty la specialista di pulizie
- Titolo originale: A Man Needs a Maid
- Diretto da: Polly Draper
- Scritto da: Polly Draper

### Trama
La casa di Nat e Alex risulta completamente in disordine dopo che i componenti della Band (ad esclusione di Rosalina) vi hanno
passato una notte per un pigiama party. Cooper chiama un'agenzia per pulire la casa, ma quando si presenta Betty scopre che non è una addetta alle pulizie ma solo una "specialista di pulizie" che spiega agli altri come pulire. Quando torna a casa il padre di Nat e Alex, questi si innamora di Betty.
- Musica: Banana Smoothie - Nat Wolff

## Il primo bacio
- Titolo originale: First Kiss (On The Lips, That Is)
- Diretto da: Melanie Mayron
- Scritto da: Michael Rubiner e Bob Mittenthal

### Trama
Quando Nat e Rosalina vengono a sapere che devono darsi un bacio nel video musicale per la canzone "Long Distance", i due diventano nervosi: Rosalina è preoccupata del suo sentimento per Nat poiché egli è ancora undicenne mentre lei è già una teenager. Rosalina convince allora il regista a cercare tramite un concorso la coprotagonista del video. Nat è dispiaciuto con Rosalina, la quale per recuperare il suo rapporto con Nat decide di baciarlo (sulle labbra), al di fuori del set.
- Guest stars: Matt Pinfield (sé stesso)
- Musica: Long Distance - Nat Wolff

## La canzone della mamma
- Titolo originale: The Song
- Diretto da: Melanie Mayron
- Scritto da: Magda Liolis

### Trama
Nat e Alex scrivono la stessa canzone "Nowhere (I Miss My Family)" per Juanita e i suoi amici in affidamento familiare.  Nat e Alex rivendicano ciascuno di aver scritto per primo la canzone, accusando l'altro di plagio. Poiché la vita dei due fratelli
è ripresa dalle telecamere, Cooper rivede i filmati e scopre che entrambi hanno scritto la canzone contemporaneamente. Il padre dei fratelli rivela che in realtà la canzone era quella la madre cantava loro quando erano piccoli. Alla fine, il padre e Betty regalano a Nat e Alex un cucciolo di cane, chiamato Lucky.
- Musica: Nowhere (I Miss My Family) - Nat Wolff

## La battaglia delle band
- Titolo originale: Battle of the Bands
- Diretto da: Polly Draper
- Scritto da: Will McRobb e Chris Viscardi

### Trama
La band viene coinvolta per beneficenza in una sfida, "La battaglia delle band", con un altro gruppo musicale, i "L.A. Surfers".
Nat si accorge che Rosalina si sta invaghendo di Bobby Love, il leader dei "L.A. Surfers", e allora cerca di imitarlo nel vestire, nell'acconciatura e nel comportamento. Casualmente Nat scopre che Bobby mente su tutto (sul suo accento inglese e sul fatto che scriva le canzoni in prima persona), che ha un timbro per gli autografi e che ha paura dei palloncini. Nat e Bobby entrano in aperta competizione, anche per via dell'appuntamento che Rosalina e Bobby hanno. Nat cerca di spiegare che Bobby è un bugiardo, ma lei non gli crede e dopo un litigio lascia la band. Bobby cerca di consolarla, convincendola che ha fatto bene a lasciare la band. E quando Rosalina butta gli spartiti della canzone di Nat "L.A." nel cestino della spazzatura, Bobby la recupera e dice ai "L.A. Surfers" di aver scritto una nuova canzone per l'evento. Al concerto di beneficenza i "L.A. Surfers" suonano la canzone che Bobby ha rubato a Nat. Rosalina capisce che Nat gli aveva detto il vero a proposito di Bobby, e torna in lacrime dalla band. L'organizzatrice dell'evento ricorda che Cooper ha un filmato delle prove della The Naked Brothers Band mentre suonano la canzone "L.A." e mostrandolo al pubblico tutti si rendono conto che la canzone di Bobby è un plagio. Inoltre viene pubblicamente svelato che Bobby copia le canzoni, che non è inglese e che ha paura dei palloncini. The Naked Brothers Band suona allora una nuova canzone, "Girl Of My Dreams", dedicata a Rosalina, vincendo "La battaglia delle band".
- Guest stars: Matt Pinfield (sé stesso)
- Altri interpreti: Keli Price (Bobby Love)
- Musica: L.A. - Nat Wolff, Girl Of My Dreams - Nat Wolff

### Curiosità
Nella prima parte, dopo che Nat è uscito dal bagno e prima di effettuare il servizio fotografico con Bobby Love:
Rosalina porge una camicia blu a Nat che subito la indossa; ma immediatamente dopo Rosalina ha ancora in mano la camicia blu, la porge una seconda volta a Nat che la indossa di nuovo;
Nat aveva già in testa il suo cappello, ma quando inizia a parlare con Bobby Love non lo indossa più; tuttavia nel controcampo in cui compare Bobby Love Nat appare col cappello; ancora nella scena successiva Nat è senza cappello fino a quando non se lo mette prima di effettuare le fotografie;
i colletti destro e sinistro della camicia blu di Nat compaiono inizialmente rispettivamente sotto e fuori la giacca; tuttavia quando Bobby Love sta parlando con Nat e Rosalina, in un fotogramma appare Nat con il colletto destro in posizione differente; infine nel fotogramma in cui compare di spalle Emily (che sta parla con Nat, Rosalina e Bobby), il colletto sinistro è fuori e il destro sotto la giacca.
Nel backstage prima della presentazione della manifestazione Nat veste una giacca con sotto una maglietta grigia (con una scritta “School of”) e sotto ancora una maglietta rossa; ad un certo momento della rissa sul palco, Nat non ha la giacca e non si vede più la maglietta rossa sotto quella grigia.
Alla fine della rissa, Nat viene ripreso con una fetta di prosciutto in testa, ma questa appare e scompare nei vari fotogrammi.
Nella seconda parte, quando Cooper sta parlando con Emily mentre il padre di Nat e Alex si sta esibendo con Betty, dapprima Cooper una bottiglia davanti a sé tra le mani, ma nel controcampo in cui compare Emily, la bottiglia è sul tavolo; nel fotogramma seguente la bottiglia è ancora nelle mani di Cooper.

## I cloni alieni
- Titolo originale: Alien Clones
- Diretto da: Melanie Mayron
- Scritto da: Magda Liolis

### Trama
La trama del nuovo video musicale della band per la canzone "Alien Clones" prevede che ciascun componente della band è stato
rimpiazzato da un clone alieno. Alex si convince di essere effettivamente circondato da cloni alieni, in particolare quando vede Jesse con un nuovo tatuaggio con scritto "Gus 4-E". scoprirà alla fine che si tratta di un tatuaggio per il suo nuovo fidanzato,
Gus, che vive nell'appartamento 4E.
- Musica: Run - Nat Wolff, Alien Clones - Alex Wolff